# Мамая
Мамая (рум. Mamaia) — кліматичний і грязьовий курорт у Румунії, на березі Чорного моря, у повіті Констанца у Добруджі. Є північною частиною міста Констанца. Курорт є косою між Чорним морем і озером Сютгйол (турецькою «молочне озеро») 8 км довжиною і 300 м шириною. Вода тепла до пізньої осені (найкраща: 15 травня –25 вересня).

## Історія
Комплексне освоєння території почалося в 1958. Найбільші ансамблі: курортні комплекси на 10 000 місць («Карпаци», 1960–1962, архітектори Л. Штадекер та інші), на 1 500 місць (1967, архітектор І. Рейналд) та інші, що складаються із зон відпочинку, торгових центрів, готелів, ресторанів, серед яких, — готелі «Парк» (1962, архітектор В. Константінеську), «Перла» (1962, архітектор М. Лауріан), літній театр і торговий центр (1963, архітектори А. Солари-Гримберг і М. Лауріан), спортивні споруди.

## Курорт

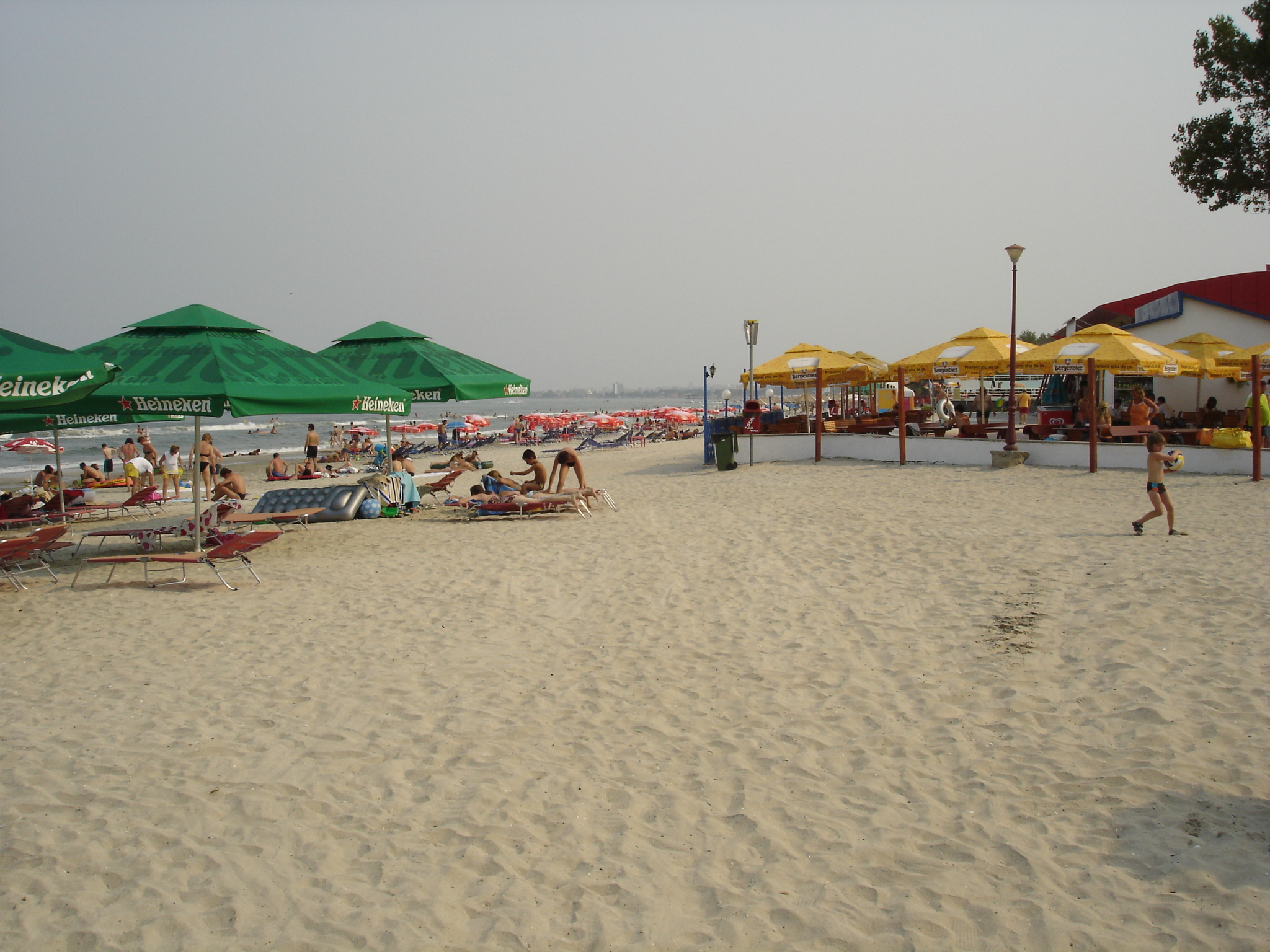
Пляж Мамаї

Дуже тепле літо (середня температура липня 23 °С) і м'яка зима (середня температура січня 2 °С); опадів 400 мм в рік. Основні лікувальні засоби: морські купання (з середини червня до кінця вересня), сонячно-повітряні ванни. Широкий дрібнопіщаний пляж.
Грязелікування (мул озера Текиргйол). Виноградолікування. Лікування хворих із захворюваннями верхніх дихальних шляхів, органів руху і опори, нервової системи, анемією.